# محمد شبير
محمد عبد الله شبير (مواليد 16 ديسمبر 1986 في غزة) لاعب كرة قدم فلسطيني. يجيد اللعب في مركز حراسة المرمى مع منتخب فلسطين الوطني و نادي شباب الخليل في دوري الضفة الغربية الفلسطيني.

## روابط خارجية
- محمد شبير على موقع الاتحاد الدولي (مؤرشف)  (الإنجليزية)
- محمد شبير على موقع ناشيونال فوتبول تيمز (الإنجليزية)